# Hobro Museum
Hobro Museum er et kulturhistorisk museum i Hobro. Museet er indrettet i det ældste hus i byen, der stammer fra 1821. og udstiller fund fra stenalderen til vikingetiden. Heriblandt fund fra udgravninger på trelleborgen Fyrkat. Derudover fortælles om byens historie som købstad og udvikling af industri.
Hobro-stenen 2, der stammer fra omkring år 1000, og blev fundet 1623, var en overgang udstillet på museet, men er nu flyttet til Hobro Bibliotek.